# Heteropatriarcat
Un sistema heteropatriarcal és un sistema sociopolític al qual l'home i l'heterosexualitat són superiors sobre els altres gèneres i sobre altres orientacions sexuals.
És un neologisme etimològicament format per hetero (d'heterosexualitat) i patriarcat. És un tipus de patriarcat al qual, a més de les característiques del sistema patriarcal en general, s'afegeix la supremacia de l'heterosexualitat sobre l'homosexualitat, bisexualitat i altres preferències sexuals. També s'usa per ressaltar aquest aspecte del patriarcat, com per exemple en expressions com "família nuclear heteropatriarcal", per definir el model tradicional de família patriarcal formada per un pare home, una mare dona i els seus fills i filles.